# Griff nach den Sternen (1955)
Griff nach den Sternen ist ein deutsches Filmdrama aus dem Artistenmilieu von 1955. Unter der Regie von Carl-Heinz Schroth spielen Erik Schumann und Liselotte Pulver die Hauptrollen.

## Handlung
Der junge Turell ist ein talentierter Jongleur, der sich etwas extrem ungewöhnliches vorgenommen hat: Er will seine Bälle so in die Luft werfen, dass sie dort sekundenlang verharren und in diesem Zeitraum das Sternbild des Großen Bären nachstellen. Obwohl zutiefst verzweifelt über den Umstand, dass ihm dieses Jonglage-Glanzstück trotz intensivsten Trainings nicht gelingt, hält er jedoch weiterhin an diesem aberwitzigen Ziel fest. Turell glaubt den Grund für sein Scheitern darin zu sehen, dass er zu spät mit dem Training angefangen habe. Er will daher unbedingt Vater eines Sohns werden, den er von klein auf auf dieses ehrgeizige Ziel hin zu trainieren beabsichtigt. Dieser Stammhalter soll Turells Lebenstraum verwirklichen. Nach einigen Affären lernt der fanatische Artist die junge, hübsche Christine kennen. Beide freunden sich an, und es kommt schließlich zur Hochzeit. Es dauert nicht lange, schenkt Christine ihrem frisch gebackenen Ehemann einen Sohn. Er wird Christian heißen.
Einige Jahre gehen ins Land, und Turell, der sein ehrgeiziges Ziel nie aus den Augen verloren hatte, beginnt nun mit seinem Filius intensiv zu trainieren. Doch bald muss Turell senior erkennen, dass Christian weder den Ehrgeiz und das Talent noch den fanatischen Willen und die Lust zum Jonglieren des Vaters besitzt. Desillusioniert lässt Turell nun von seinem Ziel ab und flüchtet sich bei seinen Auftritten in billige, effekthascherische Tricks. Getrieben von immer größeren, immer wahnhafteren Vorstellungen einer perfekten Ballbeherrschung im gravitationsfreien Raum, dem Griff nach den Sternen, kommt es schließlich zur Katastrophe. Turell verletzt sich eines Tages so sehr, dass er eine Sepsis erleidet, von der er sich nicht mehr erholt. Im Fieberwahn erträumt Turell sich die Illusion einer perfekten Jonglage-Nummer, in der er endlich das Geheimnis schwereloser Bälle entschlüsselt hat. Im Moment dieses vermeintlichen Triumphes stirbt der gescheiterte Artist.

## Produktionsnotizen
Die Dreharbeiten fanden zwischen dem 7. Februar 1955 und dem 2. April 1955 statt, gefilmt wurde unter anderem im Studio der Bavaria Film in München-Geiselgasteig sowie in Venedig (Außendrehs). Die Uraufführung fand am 30. Juni 1955 im Düsseldorfer Turnhallentheater statt.
Die Herstellungsleitung hatte Georg Richter, die Produktionsleitung Hermann Höhn. Lutz Hengst und Helmut Ringelmann waren die Aufnahmeleiter. Hans Sohnle entwarf die von Gottfried Will umgesetzten Filmbauten, Charlotte Flemming die Kostüme. Hans Wunschel zeichnete für den Ton verantwortlich. Dieter Wedekind übernahm unter Chefkameramann Friedl Behn-Grunds Leitung die Kameraführung. Cutter Claus von Boro diente hier als Schroths Regieassistent, Zeitungsjournalist Will Tremper war an diesem Film ungenannt am Drehbuch beteiligt.
Für Liselotte Pulver war dies die letzte (und weitgehend unbekannt gebliebene) Nebenproduktion, ehe sie wenige Monate danach mit Ich denke oft an Piroschka ihren Karrieredurchbruch erlebte.

## Auszeichnungen
Die FBL verlieh dem Film das Prädikat wertvoll.

## Kritiken
„Griff nach den Sternen ist als eine Parabel angelegt: Die Generation der Väter war in den Krieg gezogen, um nach den Sternen zu greifen und die Welt zu beherrschen, sie war dem Wahnsinn verfallen. Die Mütter wiederum hatten ihre Kinder, die allem hilflos gegenüber standen, hergegeben. Es wäre zu simpel, dem Film vorzuwerfen, die Frage deutscher Kollektivschuld ins Varietémilieu wegdiskutieren zu wollen. Griff nach den Sternen schont den Zuschauer nicht. Tod, Abschied, Hoffnungslosigkeit – das Trauma der Nachkriegszeit erscheint auf der Leinwand.“
Im Lexikon des Internationalen Films heißt es: „Bemüht, sein Thema hintergründig und ernsthaft zu behandeln, verzeichnet der Film das Leben bis zur Karikatur und bietet nur langweilende Unterhaltung.“